# Mastfot

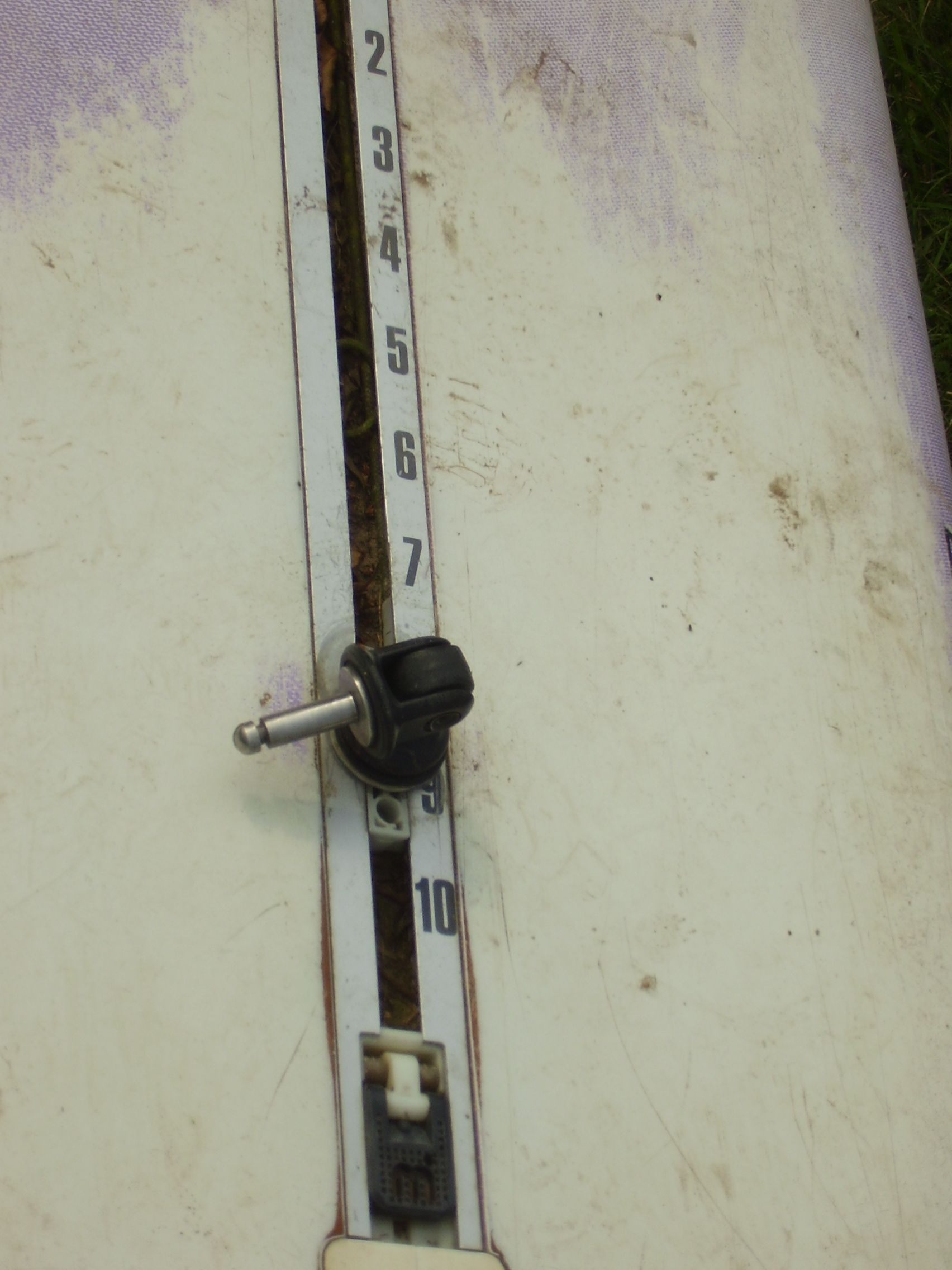
Ledad mastfot till vindsurfningsbräda.

Mastfoten är den plats som masten på en båt eller ett skepp står på, samt fixeras i sid- och längdled. Den kan ha en mängd olika utseenden. Underlaget måste vara mycket kraftigt dimensionerat för vertikalt tryck, masttrycket på en 30 fots segelbåt kan dynamiskt uppgå till mer än 10 ton. Förstärkningen i däcket som skall bära upp trycket benämnes ofta "mastfisk". Mastfoten utförs ofta som en ränna med tvärgående sprintar som masten sedan placeras mellan. Sprintarna kan flyttas stegvis längdskepps för att finjustera mastens läge och därmed segelmassans balans mot kölen. En vanlig konstruktion är även en kam på däcket med flera urtag som sedan mastbeslaget passar mot. Vindsurfningsbrädor har en ledad mastfot som kan böjas i alla led. Vindsurfningsbrädornas mastfötter är oftast monterade på mastens nedre del i riggen. Den kopplas sen till skrovet med någon form av snabbkoppling. Traditionellt placerades ett silvermynt mellan stormasten och mastfoten vilket ansågs föra lycka med sig.